# Preensberg
Koordinaten: 53° 54′ 25,2″ N, 11° 37′ 51,6″ O
Preensberg ist seit 1970 eine Wüstung auf dem Gebiet der heutigen Gemeinde Benz im Landkreis Nordwestmecklenburg in Mecklenburg-Vorpommern. Sie liegt etwa zehn Kilometer östlich von Wismar. Ursprung des am 26. November 1367 ersterwähnten Ortes ist eine mittelalterliche Burg, die Rittersitz war.

## Geografie

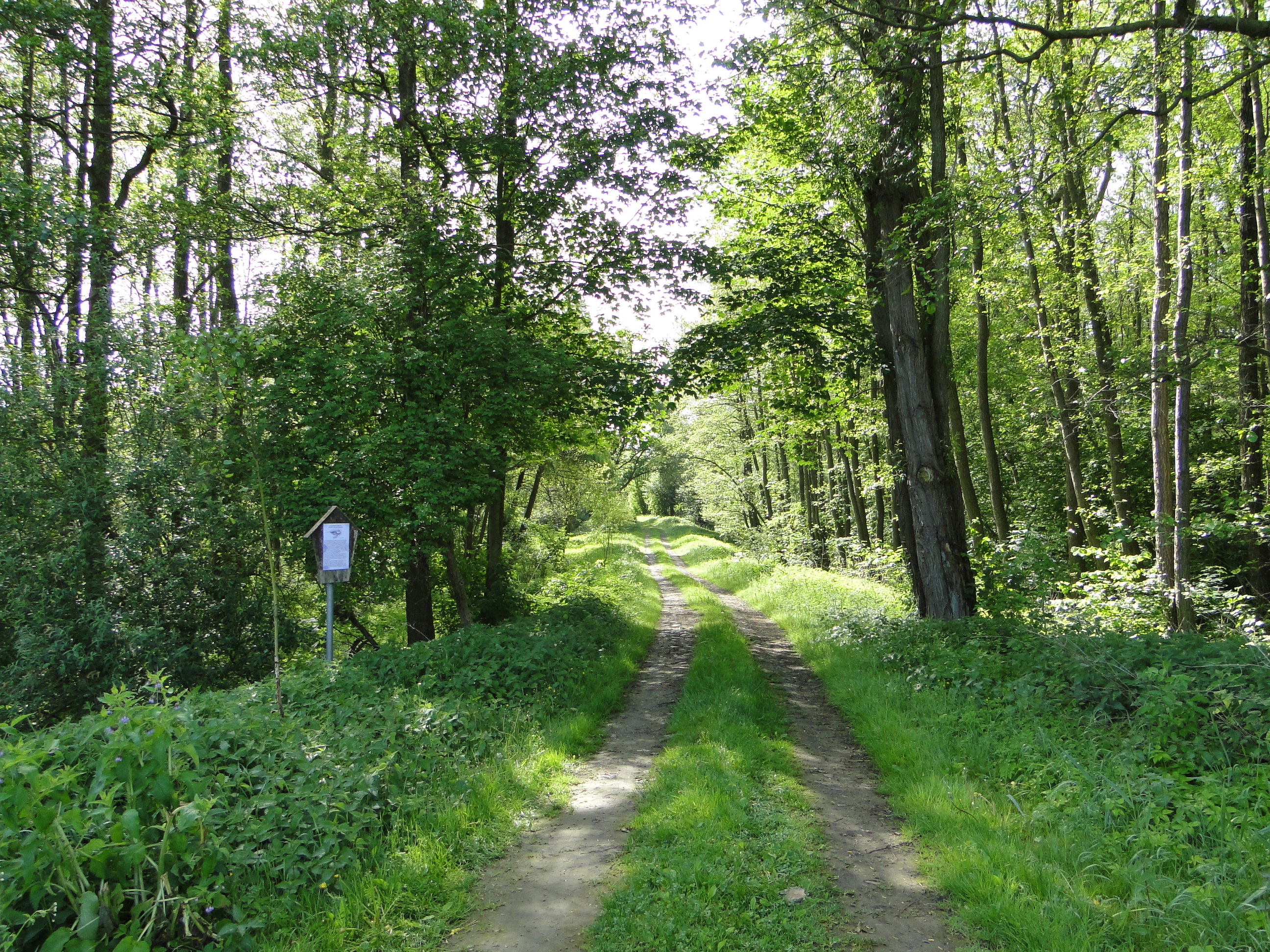
Kopfsteinpflasterstraße in der Wüstung Preensberg

Die Wüstung liegt zwischen den Benzer Ortsteilen Gamehl und Goldebee sowie dem Züsower Ortsteil Alt Tollow. Sie ist südlich der Landesstraße 11 über unbefestigte Wege erreichbar. In den durch gelegentlichen Kraftfahrzeugverkehr ausgefahrenen Spuren der Sackgasse im ehemaligen Ort ist die alte Straßenpflasterung zu erkennen.
Die Geländehöhe liegt etwa 45 Meter über dem Meeresspiegel. Mit den Jahren konnten sich vor allem Laubbäume ausbreiten. Die östliche Waldfläche wird als Eulenhorst bezeichnet. Nördlich der ehemaligen Ortslage befinden sich zwei durch starken Bewuchs nur schwer zugängliche, längliche verlandete Flächen, die auch in aktuelleren Karten teils noch als offene Gewässer verzeichnet sind.
Von der Besiedlung zeugen weiterhin noch vereinzelte Trümmerreste, Sträucher, Holunderbüsche und verwilderte Obstbäume. Etwa 200 Meter östlich der einstigen Ortslage weisen Hügel und Wälle auf einer mit Feldahorn bestandenen Fläche auf den Standort der ersten Burg hin.

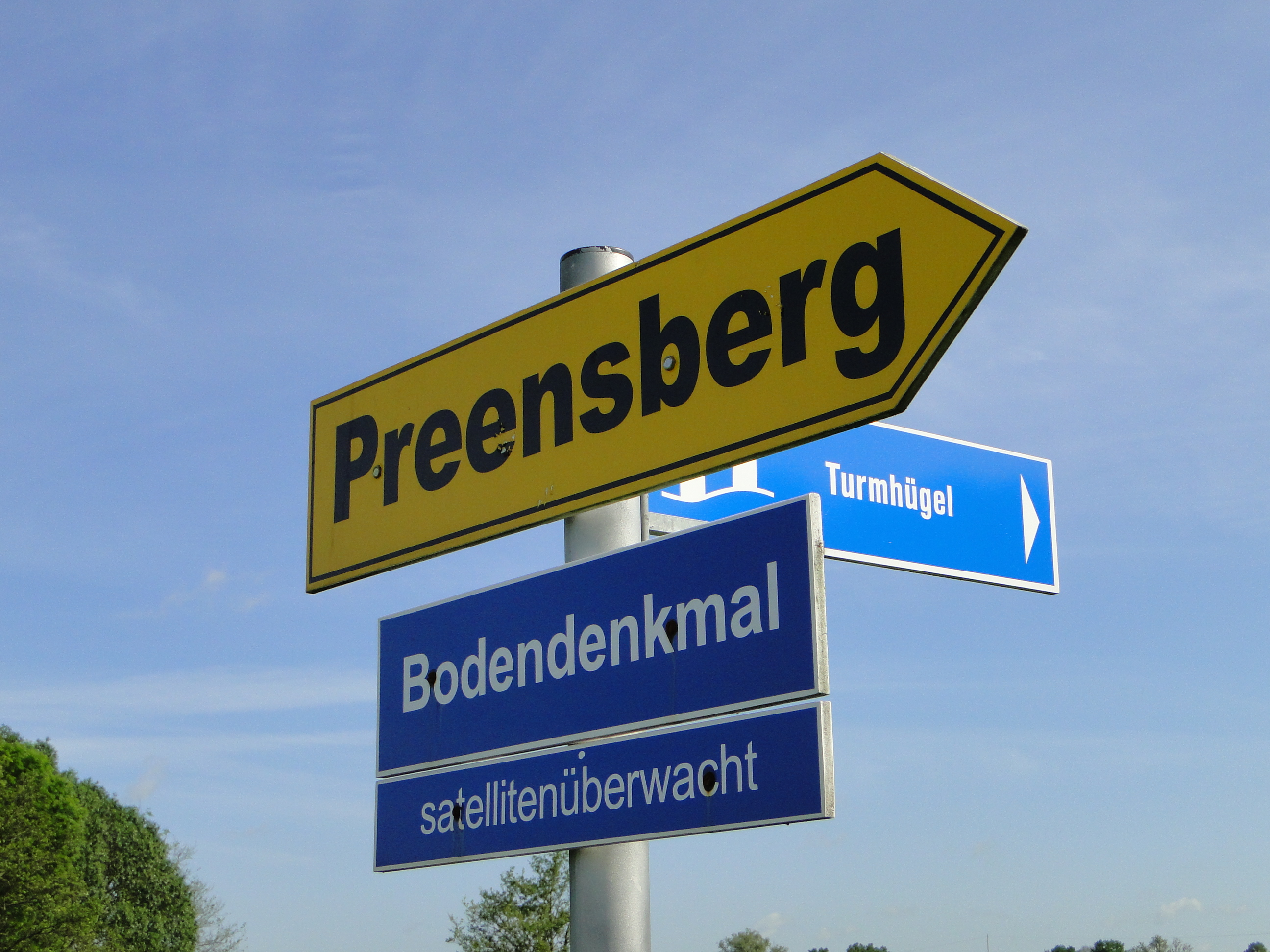
Wegweiser mit Hinweis auf einen denkmalgeschützten Turmhügel

## Geschichte
Im Zuge der deutschen Ostsiedlung auf ehemals obotritischem Gebiet entstand im 13. Jahrhundert auf einem weit in den Sumpf hineinragenden Horst ein adliger Hof. Er war von einem wahrscheinlich palisadenbewehrten Erdwall mit davorliegenden tiefen Gräben umgeben. Auf dem Hof befanden sich Wirtschafts- und Wohngebäude des Ritters. Der Zugang lag vermutlich an der leicht zu verteidigenden Südseite. Auf der Nordostseite stand ein von einem separaten Graben umgebener Backsteinturm, der im Angriffsfall den nur schwer einzunehmenden Zufluchtsort der Bewohner darstellte.
Als Erbauer gilt ein Vertreter des Adelsgeschlechts Preen, das bereits in der Region, beispielsweise mit Erwähnung im Jahr 1318 auf der Insel Poel, begütert war. Bereits 1367 sind als Bewohner von Preensberg jedoch die Bülows belegt, so 1367 ein Henneke von Bulowe van dem Preensberghe und 1370 Johannes Bulow de Prenesberghe. Es wird vermutet, dass es sich dabei um dieselbe Person handelt. Da sich die Bewohner als Raubritter betätigten, wurden diese und weitere Burgen in einer gemeinsamen Aktion der Städte Lübeck, Wismar und Rostock sowie des mecklenburgischen Herzogs Albrecht III. zerstört. Als nächster Besitzer tritt urkundlich 1388 der wahrscheinlich begnadigte Henrike von Bülow in Erscheinung. In der Urkunde legt der Rat von Lüneburg fest, Henrike 900 Lübische Mark für seine Dienste beim Herzog von Lüneburg auszuzahlen.
Die erste Burg wurde nicht wieder aufgebaut, jedoch entstand etwa 300 Meter südlich auf einem Hügel ein größerer Hof. Er war von teils wasserführenden und steil geböschten Gräben umgeben. Wer diesen Hof wann errichtete, ist bisher nicht ergründet. Als Besitzer ist seit Mitte des 16. Jahrhunderts die Familie von Stralendorff belegt, zu deren Besitz auch das nahe Gut Gamehl zählte. In dem Zusammenhang wird in Urkunden von einem Neu Preensberg, auf dem Ulrich von Stralendorff (1506–1576, auch Besitzer von Goldebee) saß, und einem Altpreensberg mit dem Besitzer Joachim von Stralendorff († 1581) berichtet. Die Bedeutung dieser Unterteilung ist ebenfalls nicht geklärt.
Mit dem Westfälischen Frieden von 1648 kam Preensberg nach Ende des Dreißigjährigen Krieges unter schwedischen Einfluss. Die endgültige Rückgabe an Mecklenburg erfolgte erst mit Auslaufen des Malmöer Pfandvertrags im Jahr 1903.
Im Jahr 1740 erwarb Henning Friedrich von Lützow Preensberg für 51.100 mr. Bereits 1752 kaufte das Heiligen-Geist-Stift Wismar den Ort für etwa 50.000 mr. Es wurden Räume für die Vorsteher eingerichtet. Für die Höfe Preensberg, Benz und Kartlow wurden fortan Pächter eingesetzt, das Land zwischen Benz und Preensberg neu aufgeteilt. Unter heftigem Widerstand wurden Benzer Bauern gezwungen, Hofdienste für Preensberg zu leisten. Preensberg, welches nicht zu den Wismar`schen Landgütern gehörte, war dem Ritterschaftlichen Amt Bu(c)kow zugeordnet.
Aus dem Jahr 1771 ist folgende Aufstellung über Gebäude und Inventar des Dorfes überliefert:
- Wohnhaus, aus 8 Gebinden bestehend
- Backhaus, 5 Gebinde, 2 Stockwerke
- Scheune mit 12 Fächern
- Viehhaus, mit Hühnerstall, Ochsen- und Pferdestall, auch Kuhstall
- Großes Viehhaus, 11 Fächer
- Schweinekoben
- Ferkelstall
- Torhaus, 4 Fächer und Pferdestall
- Schafstall, 7 Fächer
- Holländerhaus, 5 Fächer
- Einliegerkaten
- Pferdestall und Wagenschauer
- kleiner Schweinekoben
- Einliegerkaten mit 4 Wohnungen.

Als sich 1789 die Benzer Bauern dazu bereit erklären, 1500 Mark Pacht zu zahlen, wurden Benz und der Meierhof Preensberg nach 36 Jahren wieder getrennt und ein Acker nach Benz rückübertragen. Bis 1819 galt Johann Christian  Jakob Köster als Eigentümer und wechselte dann nach Goldebee. 1820 wurden ein massives Fachwerk-Herrenhaus sowie zwei Fachwerk-Ställe und eine Scheune mit Rohrdach errichtet, der Bauherr und somit neue Eigentümer ist historisch nicht belegt.
1845 verkaufte Johann Heinrich Düsing das Gut für 45.000 Mark an Christoph Theodor Kulow. Für einen Kaufpreis von 100.500 Mark gelangt es 1853 wieder in den Besitz derer von Stralendorf, durch die 1860 Umbaumaßnahmen am Herrenhaus stattfanden. 1857 wurden für das Erbpachtgut Preensberg 56 Einwohner (1895: 50; 1910: 76) und eine Mühle erwähnt. Um 1928 war der Kammerherr und Rechtsritter des Johanniterordens Joachim von Stralendorff (1863–1945) auf Gut Gamehl Eigentümer der Begüterung Preensberg, Gesamtgröße 186 ha, davon 23 ha Forsten.

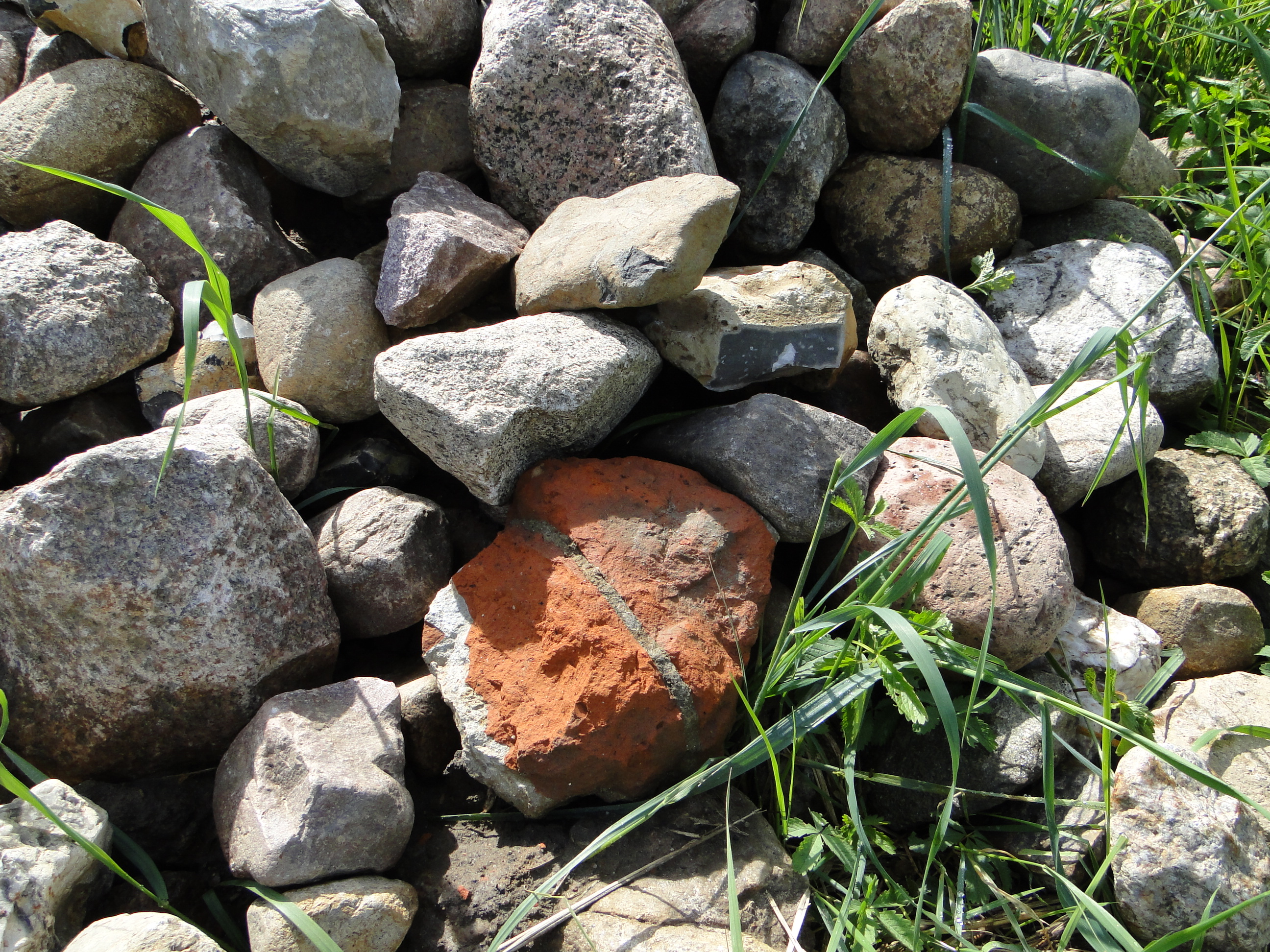
Backsteinreste in einem Feldsteinhaufen

Am 18. Juni 1936 gelangt der Reichsumsiedler Emil Schwaan in den Besitz des Gutes. 1939 bestand Preensberg aus einem Erbhof und einem Erbpachthof. Insgesamt lebten 1940 in Preensberg 29 Einwohner. Mit der Bodenreform wurde das Land an vier Landarbeiter und sechs Neusiedler verteilt, das Vieh wurde verlost. Der bisherige Besitzer Schwaan setzte sich in den Westen ab. Ab 1953 erfolgte die Kollektivierung der Bauern in Landwirtschaftlichen Produktionsgenossenschaften.
Als letzte Einwohner verließen am 3. April 1970 eine Rentnerin und ihre Enkelin Preensberg. Die Gebäude verfielen, woraufhin der Ort 1973 geschleift wurde. Seit 2006 finden Heimattreffen in der ehemaligen Ortslage statt.

## Archivgut
- Preensberg-Gutsstandort., In: Kreisarchiv Nordwestmecklenburg, N20-0398, Hrsg. Deutsche Digitale Bibliothek.